# Siân Rebecca Berry
Siân Rebecca Berry (Cheltenham, 1974. július 9. –) angol politikus, 2018. szeptember 4-től az Angliai és Walesi Zöld Párt társelnöke. A párt jelöltje volt 2008-ban a londoni választásokon,
majd ismét indult a 2016-os választásokon, harmadik lett.
Rebecca Berry Cheltenhamben született Gloucestershireben. Cheltenhamben tanult, ahol apja, John Berry tanár. Később a Trinity Főiskolát látogatta az Oxfordi Egyetemen. Kohásznak tanult.
Rebecca Berry több környezetvédelmi könyv szerzője. Huszonhét évesen csatlakozott a Zöld Párthoz, orvosi szövegíróként dolgozott. 2005-ben a Zöld Párt parlamenti jelöltje volt. 
5.3 százalékot szerzett a voksolásokon, ezzel a negyedik helyen végzett. 2006 őszén ellen szavazat nélkül a Zöld Párt fő szónoka lett Caroline Lucast követte a pozícióban.
2014-ben helyi választásokon Rebecca Berryt választották meg. 